# Forcipomyia eriophora
Forcipomyia eriophora är en tvåvingeart som först beskrevs av Samuel Wendell Williston  1896.  Forcipomyia eriophora ingår i släktet Forcipomyia och familjen svidknott. Inga underarter finns listade i Catalogue of Life.